# Провулок Шевченка (Київ, Солом'янський район)
Прову́лок Шевче́нка — провулок у Солом'янському районі міста Києва, селище Жуляни. Пролягає від вулиці Шевченка (двічі; має форму видовженої літери С).

## Історія
Провулок виник у середині XX століття як одна з нових вулиць Жуляни, куточок Забара. Названий на честь українського поета Тараса Шевченка.